# Vila Formosa (bairro de São Paulo)
Vila Formosa é um bairro pertencente ao distrito homônimo de Vila Formosa situado na Zona Leste no município de São Paulo.
Mesmo possuindo prédios antigos como na Rua Dom Estevão Pímentel Quintas de Portugal, está cercado por prédios com infraestrutura modernas.

## História

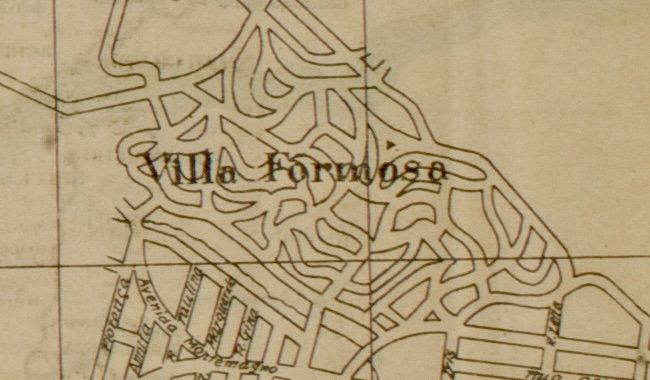
Traçado do bairro, Mapa Oficial da cidade em 1929.

O Sitio da Casa Grande foi o nascedouro da Vila Formosa. A família de João Casagrande manteve a propriedade de 1885 até 1911, quando foi vendida para os irmão Jacob. Em 1920 a área foi loteada e recebeu o nome da Formosa, em homenagem ao antigo nome da cidade litorânea de Ilha Bela.
O loteamento foi realizado em 1940 pela Companhia Melhoramentos do Brás. Nessa época pequenas olarias começaram a se fixar pela região, mas a situação financeira não ajudou o empreendimento e os donos optaram por uma solução de marketing – quem comprasse um terreno ganhava 30 mil tijolos. Esse expediente foi muito usado na capital.

## Formação
O sonho de construir um bairro urbanizado quase caiu por terra com a instalação de um aterro sanitário que , por anos a fio, envergonhou os moradores. A vizinhança jogava toda sorte de detritos no local, o que perdurou até 1950. Um ano antes – no início de 1949 – o grande Cemitério da Vila Formosa começava a ser implantado.
O crescimento acabou vindo lentamente a partir da década de 1960, (o bairro tornou-se o 46º distrito em 1963, quando foi desmembrado do Tatuapé) e hoje, a Vila Formosa é um dos principais bairros da zona leste, com largas avenidas, ruas arborizadas e um progresso célere graças a investimentos em imóveis de padrão popular e de classe média com bons preços. 
Dessa forma, dá para perceber que a Vila Formosa ainda tem para crescer. O bairro é tão famoso que no vizinho distrito de Aricanduva tem um Jardim Vila Formosa.

## Infraestrutura Urbana
A Vila Formosa é hoje é uma das regiões mais arborizadas da cidade, contando com mais de cem praças e uma população prioritariamente de classe média. O bairro é classificado pelo CRECI como "Zona de Valor D", assim como outros bairros da capital: Casa Verde, Carandiru e Brás.
Possui como uma de suas principais avenidas a Avenida Doutor Eduardo Cotching que conecta o bairro com o Jardim Anália Franco.  
O principal centro econômico do bairro está localizado na Praça Doutor Sampaio Vidal, que conta com um posto policial, diversas lojas, pontos de ônibus, bancos e um mini mercado.
Possui duas igrejas, a Igreja de São Benedito Das Vitórias e o Santuário Nossa Senhora do Sagrado Coração, este último, a maior e mais antiga do bairro.
O bairro também conta com o parque CERET fazendo limite com os bairros da Vila Carrão, Jardim Anália Franco e Tatuapé, o Mercado Municipal da Vila Formosa, um dos 14 mercados municipais da cidade e um dos campus da Faculdade Drummond.

## Transporte
Atualmente não possui nenhuma estação de metrô.  
A estação mais próxima é a Estação Carrão, do distrito vizinho, o Tatuapé, e está localizada há exatos 4 km de distância da Praça Doutor Sampaio Vidal.
Há projetos em curso para a implantação de uma estação do Metrô de São Paulo no bairro, a Estação Vila Formosa, resultado do projeto de prolongação da Linha 2 - Verde.  
O bairro é amplamente atendido por linhas de ônibus da SPTrans, em quase toda a sua extensão, cujo principais destinos são a Praça da Sé, no centro da cidade e as estações de metrô do Tatuapé, Belém e Carrão.